# Arinsal
Arinsal és un nucli de població del Principat d'Andorra situat a la parròquia de la Massana. L'any 2009 tenia 1.623 habitants.
Està situat en la vall del riu Arinsal a 1.467 metres d'altitud. Dins del seu territori es troben els pics de Coma Pedrosa, el Medacorba i el del Pla de l'Estany que són els més alts d'Andorra.
Des dels anys setanta del segle xx s'hi va bastir una estació d'esquí situada a la vall de Comallémpia i que des de gener de 2001 està enllaçada amb l'estació d'esquí de Pal. Més tard l'any 2004 es va produir la unió comercial de les estacions de Pal-Arinsal i Ordino-Arcalís: Vallnord.